# Lars Hess Bing
Lars Hess Bing, född 1761, död  1819, var en norsk topograf. 
Bing blev 1795 birkedommer och skrivare på Læsø, varifrån han 1806 förflyttades till Norge som sorenskriver. Utöver beskrivningar över Læsø och Raabygdelaget, författade han en lexikalisk Beskrivelse over Kongeriget Norge, Øerne Island og Færøerne, samt Grønland, som utkom 1796, en för sin tid märkligt innehållsrik och särdeles nyttig handbok, som dock med de magra förarbeten, som stod till författarens förfogande, har många fel.